# Barbra Riley
Barbra Riley (nascida em 1949) é uma fotógrafa americana. De 1978 a 2016 Riley foi professora de arte na Universidade A&M do Texas, Corpus Christi.
O seu trabalho encontra-se incluído na colecção do Museu de Belas Artes de Houston, do Museu de Arte de Dallas e do Centro Harry Ransom da Universidade do Texas em Austin.